# تهاجم السفیره (۲۰۱۴)
تهاجم السفیره ۲۰۱۴، با اسم رمز "زئیر الأحرار (صدای آزادگان) " عملیاتی کوتاه مدت بود که توسط شورشیان سوری در جریان جنگ داخلی سوریه و در استان حلب، به منظور حمله به سه موقعیت ارتش سوریه که شامل العدنانیه، الزراعه الفوقانیه و الزراعه التحتانیه می‌شد آغاز شد. این عملیات به منظور بازکردن راهی برای حمله به کارخانه‌های صنایع دفاعی متعلق به حکومت سوریه انجام شد که هلیکوپترهای ارتش سوریه به منظور تجهیز خود به بمب‌های بشکه‌ای و انداختن بمب‌ها بر روی شهرهای حلب، ادلب و حماء از آنجا برمی‌خاستند. کارخانه‌های صنایع دفاعی بمب‌های بشکه‌ای را که بر روی شهر حلب و حومه آن ریخته می‌شد، تولید می‌کردند.

## تهاجم شورشیان
در ۸ اکتبر، شورشیان احرار الشام از آغاز نبردی تحت عنوان «زئیر الاحرار» خبر دادند. در آن روز، شورشیان این گروه روستاهای قاشوطه، البرزانیه، دیمان، الزراعه التحتانیه، الزراعه الفوقانیه را در نزدیکی کارخانه‌های دفاعی تصرف کردند. دست کم ۱۴ سرباز و ۵ شورشی کشته شدند، در حالی که دو فروند بالگرد هنگام تلاش برای برخاستن از کارخانه‌های دفاعی سقوط کردند.
در ۹ اکتبر، ارتش سوریه ادعا کرد که ضد حمله‌هایی علیه نیروهای شورشی در روستاهای البرزانیه، الزراعه، باشکوی، بنان الحص، کفر عکار، العدنانیه ترتیب داده‌است، که منجر به بازپس‌گیری تعدادی از این روستاها شد.
ارتش همچنین ادعا کرد که شورشیان تهاجم خود را متمرکز بر حومه خناصر کرده‌اند.
در ۱۰ اکتبر، شورشیان روستای ابوطبه را تصرف کردند که منجر به کشته شدن ۹ سرباز ارتش سوریه و چند تن از شورشیان شد. این روستا در نزدیکی شهر تل عابور و در فاصله ۲ کیلومتری از کارخانه‌های دفاعی واقع شده‌است. شورشیان در نیمه شب روستای سدعایا را تصرف کردند، در روز بعد ارتش سوریه موفق به باز پس‌گیری روستا شد.

## ضد حمله ارتش سوریه
در ۱۲ اکتبر، ارتش سوریه یک ضد حمله را آغاز کرد و توانست مجدداً کنترل روستاهایی که از ۸ اکتبر شورشیان تصرف کرده بودند به دست آورد.